# Zentaur (Asteroid)

Umlaufbahnen bekannter Zentauren

Farbliche Erscheinung von Zentauren

Ein Zentaur, benannt nach den Kentauren der griechischen Mythologie, ist ein Mitglied einer Klasse von Asteroiden, deren Bahnen zwischen Jupiter und Neptun liegen.

## Definition
Die Definition erfolgt über die Orbitdaten:
- Die große Halbachse ist kleiner als 30,18 AE und der Asteroid damit kein transneptunisches Objekt
- Der sonnnächste Punkt (Perihel) ist größer als 5,4 AE und liegt damit außerhalb der Jupiterbahn.
- Der Asteroid ist kein Planeten-Trojaner.

Die Forschung geht davon aus, dass die Zentauren dem Kuipergürtel entstammen.

## Bahnen
Die Umlaufbahnen der Zentauren weisen eine große Bandbreite an Exzentrizität auf, von stark exzentrisch ((5145) Pholus, (8405) Asbolus, (55576) Amycus, (7066) Nessus) bis eher kreisförmig (Chariklo und die Saturnkreuzer Thereus und Okyrhoe).
- 1999 XS 35 (Apollo-Asteroid) folgt einer extrem exzentrischen Umlaufbahn (e = 0,947), die ihn von innerhalb der Erdumlaufbahn (0,94 AE) bis weit hinter Neptun (> 34 AE)
- 2007 TB 434 folgt einer quasi-kreisförmigen Umlaufbahn (e < 0,026)
- 2001 XZ 255 hat die geringste Neigung (i < 3°).
- 2004 YH 32 gehört zu den wenigen Zentauren mit extremer prograder Neigung (i > 60°). Er folgt einer so stark geneigten Umlaufbahn (79°), dass er zwar die Entfernung des Asteroidengürtels von der Sonne bis über die Entfernung des Saturn hinaus überschreitet, aber wenn man seine Umlaufbahn auf die Ebene der Jupiterbahn projiziert, erreicht er nicht einmal Jupiter.

Über ein Dutzend bekannte Zentauren folgen retrograden Umlaufbahnen. Ihre Neigungen reichen von moderat (z. B. 160° für Dioretsa) bis extrem (i < 120°; z. B. 105° für (342842) 2008 YB 3). Bei einigen dieser retrograden Zentauren mit hoher Neigung wurde kontroverserweise behauptet, sie hätten einen interstellaren Ursprung.
Die Zentauren weisen über einen Zeitraum von 106 bis 107 Jahren unstabile Bahnen auf, wenn sie nicht in Bahnresonanz mit Planeten stehen. Beispielsweise befindet sich 55576 Amycus in einer instabilen Umlaufbahn nahe der 3:4-Resonanz von Uranus. Dynamische Studien von Umlaufbahnen deuten an, dass die Zentauren einen Zwischenzustand zwischen den Bahnen der Objekte im Kuipergürtel und der Jupiterfamilie der kurzperiodischen Kometen darstellen.
Objekte können aus dem Kuipergürtel gestört werden, woraufhin sie Neptun kreuzen und gravitative Wechselwirkung mit diesem Planeten treten. Sie werden dann als Zentauren klassifiziert, aber ihre Umlaufbahnen sind chaotisch und verändern sich relativ schnell, da sich der Zentaur wiederholt einem oder mehreren der äußeren Planeten nähert. Einige Zentauren entwickeln sich in Umlaufbahnen, die Jupiter kreuzen, woraufhin sich ihre Perihelien auf das innere Sonnensystem verengen können und sie, falls sie Kometenaktivität zeigen, als aktive Kometen in der Jupiterfamilie neu klassifiziert werden können. Zentauren kollidieren also letztendlich mit der Sonne oder einem Planeten, oder sie werden nach einer Annäherung an einen der Planeten, insbesondere Jupiter, in den interstellaren Raum geschleudert.

## Bekannte Zentauren
Die drei zuerst entdeckten Zentauren sind
- (2060) Chiron (entdeckt 1977)
- (5145) Pholus (1992) und
- (7066) Nessus (1993).

Größter bekannter und bestätigter Zentaur ist (10199) Chariklo (1997);
der Zentaur (523727) 2014 NW65 könnte aber größer als Chariklo sein.
Lange Zeit galt auch der damals ebenfalls verloren gegangene Kuipergürtel-Planetoid (523736) 2014 QA442 als Kandidat für den größten Zentauren. Im Juni 2017 konnte er wiederentdeckt werden und dank der genaueren Bahndaten stellte sich heraus, dass es sich bei ihm nicht um einen Zentauren, sondern um einen gewöhnlichen Kuipergürtel-Planetoiden handelt. Ähnliches gilt für (523731) 1995 SN55, das bis zu seiner Identifikation als Transneptunisches Objekt (523731) 2014 OK394 im November 2020 als größter Zentaur galt.
Um die beiden größten bestätigten Zentauren Chariklo und Chiron wurden feine Ringsysteme entdeckt.
Der Doppelzentaur (65489) Ceto und sein Mond Phorcys bilden ein enges Doppelplanetoiden-System mit zwei Komponenten vergleichbarer Größe. Kombinierte Beobachtungen mit dem Infrarot-Weltraumteleskop Spitzer und dem Hubble-Teleskop ermöglichten die Bestimmung des Durchmessers von Ceto auf geschätzte 174 (+16/−18) km und des Durchmessers von Phorcys auf geschätzte 132 (+6/−14) km, unter der Annahme gleicher Rückstrahlvermögen beider Komponenten.
Bei einigen Zentauren, zum Beispiel Pholus, wurde gefrorenes Wasser auf der Oberfläche entdeckt, bei anderen wie Chiron konnte bisher kein Wassereis nachgewiesen werden. Wahrscheinlich sind die Zentauren „erloschene“ Kometen, deren ursprünglich vorhandene flüchtige Bestandteile, wie etwa Wassereis oder Methan, inzwischen mehr oder weniger sublimiert sind. Jedoch werden zum Beispiel die Zentauren Chiron und (60558) Echeclus, da um sie ein Halo entdeckt wurde, auch als Kometen klassifiziert.
Im Jahre 1998 enthüllte eine Spektralanalyse des Hubble-Weltraumteleskops einen Einschlagkrater auf der Oberfläche des Zentauren (8405) Asbolus, der weniger als 10 Millionen Jahre alt ist.
Mike Browns Website betreffend möglicher Zwergplaneten enthält auch die großen Zentauren Chariklo, (523727) 2014 NW65, Chiron und Ceto.